# STS-112
STS-112, voluit Space Transportation System-112, was een Spaceshuttlemissie naar het International Space Station (ISS), waarbij er gevlogen werd met de Spaceshuttle Atlantis. Het belangrijkste doel van de missie was de aflevering van de Integrated Truss Structure (ITS). Atlantis zou niet meer vliegen tot 9 september 2006 vanwege de onderhoudsbeurt die 4 jaar zou gaan duren.

## Bemanning
- Jeffrey S. Ashby (3), Bevelhebber
- Pamela A. Melroy (2), Piloot
- Sandra H. Magnus (1), Vluchtengineer
- Piers J. Sellers (1), Missiespecialist
- David A. Wolf (3), Missiespecialist
- Fjodor Joertsjichin (1) , Missiespecialist - Rusland

## Missieparameters
- Massa:
  - Orbiter Liftoff: 116,538 kg
  - Orbiter Landing: 91,390 kg
  - Payload: 12,572 kg
- Perigeum: 273 km
- Apogeum: 405 km
- Glooiingshoek: 51,6°
- Omlooptijd: 91,3 min

## Koppeling met ISS
- Gekoppeld: 9 oktober, 2002, 15:16:15 UTC
- Afgekoppeld: 16 oktober, 2002, 13:13:30 UTC
- Gekoppelde tijd: 6 dagen, 21:57:15

## Lijst van ruimtewandelingen
|     | Missie        | Ruimtewandelaars               | Start - UTC            | Eind - UTC             | Tijdsduur | Missie                                                |
| --- | ------------- | ------------------------------ | ---------------------- | ---------------------- | --------- | ----------------------------------------------------- |
| 44. | STS-112 EVA 1 | David A. Wolf Piers J. Sellers | 10 oktober, 2002 15:21 | 10 oktober, 2002 22:22 | 7:01 uur  | Installatie van de lijnen tussen de S0 en de S1 Truss |
| 45. | STS-112 EVA 2 | David A. Wolf Piers J. Sellers | 12 oktober, 2002 14:31 | 12 oktober, 2002 20:35 | 6:04 uur  | Toekomstige EVA-hardware geïnstalleerd                |
| 46. | STS-112 EVA 3 | David A. Wolf Piers J. Sellers | 14 oktober, 2002 14:08 | 14 oktober, 2002 20:44 | 6:36 uur  | Voltooiing van de S1-installatie                      |